# Helmut Berger (Schauspieler, 1944)

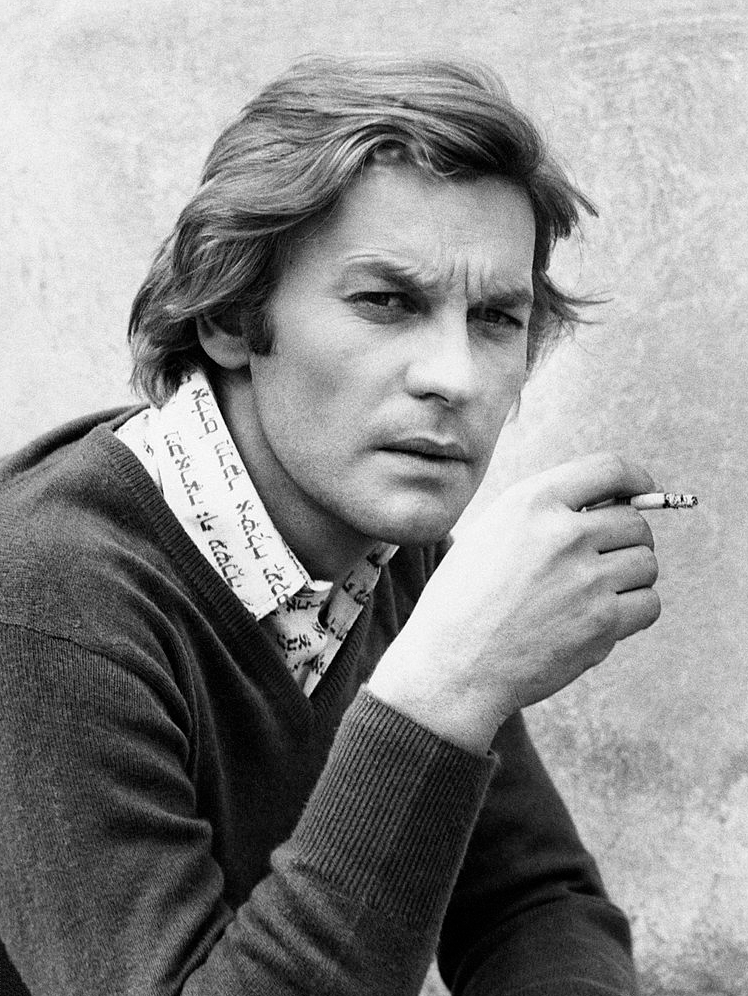
Helmut Berger 1974

Helmut Berger (eigentlich: Helmut Steinberger; * 29. Mai 1944 in Bad Ischl, Oberösterreich; † 18. Mai 2023 in Salzburg) war ein österreichischer Filmschauspieler. Er zählte in den späten 1960er und den 1970er Jahren zu den populärsten Stars des europäischen Kinos.
Als künstlerisch herausragend galt seine Zusammenarbeit mit dem italienischen Regisseur Luchino Visconti, mit dem er auch in einer Beziehung lebte. Er personifizierte den sexuellen Tabubruch im europäischen Kino. So wurde er insbesondere für seine Darstellung narzisstischer und bisexueller Figuren bekannt.

## Leben

### Anfänge
Helmut Berger wurde als Sohn des Hoteliers Franz Steinberger und dessen Frau Hedwig, geb. Gruber, in Bad Ischl geboren und wuchs zunächst auf dem Steinberger-Hof in Bad Mitterndorf auf. Nach dem Besuch des Internats in Feldkirch absolvierte er eine Lehre als Hotelfachmann, obwohl er kein Interesse an der Gastronomie und Hotellerie hatte. Im Alter von 18 Jahren zog er nach London, schlug sich mit Gelegenheitsarbeiten durch und nahm parallel dazu Schauspielunterricht. In London arbeitete er zum ersten Mal als Fotomodell. So machte er Werbung für den Sherry „Fino la ina“. Nach Sprachstudien in Perugia zog Berger nach Rom, wo er zunächst als Fotomodell und Filmstatist arbeitete. Neben seiner Muttersprache Deutsch sprach Berger fließend Englisch, Französisch und Italienisch.

### 1964–1975: Durchbruch und internationale Berühmtheit
1964 traf Berger erstmals Luchino Visconti, dessen Lebensgefährte er später wurde. Visconti gab Berger seine erste Rolle in der von ihm verantworteten Episode La Strega Bruciata Viva in dem Episodenfilm Hexen von heute (1967). Es folgte seine erste Hauptrolle in dem Film I giovani tigri des Regisseurs Antonio Leonviola. Seinen internationalen Durchbruch erlebte er als Martin von Essenbeck in Viscontis Die Verdammten (1969), für die er eine Nominierung für den Golden Globe Award als Bester Nachwuchsdarsteller erhielt. In seiner wohl bekanntesten Szene überhaupt persifliert Berger in dieser Rolle die Lola, wie sie von Marlene Dietrich in Der blaue Engel gespielt wird. Bergers Filme waren populär und wurden mehrfach mit internationalen Preisen ausgezeichnet. Der Garten der Finzi Contini wurde mit einem Oscar ausgezeichnet, und Billy Wilder stellte fest, dass es ein Jammer sei, dass Italiens bester Schauspieler in Wirklichkeit ein Österreicher sei. Der Stern lobte, dass Berger „intellektueller als Alain Delon und makelloser als Robert Redford“ gewesen sei. In Die Rivalin (1973) spielte er an der Seite von Elizabeth Taylor und Henry Fonda. In der Skandalverfilmung um den Salon Kitty von Tinto Brass spielte Berger den Geschäftsführer eines Bordells in der NS-Zeit. In dem Film Unternehmen Entebbe spielte er den Terroristen Wilfried Böse an der Seite von Anthony Hopkins, Burt Lancaster, Kirk Douglas und Elizabeth Taylor. Berger hatte seinen Platz gefunden in großen internationalen Produktionen.
Als der Höhepunkt von Bergers schauspielerischem Schaffen gilt Viscontis Ludwig II., in dem er den bayerischen König Ludwig II. von der blühenden Jugend bis zum bitteren Ende porträtierte und dabei den von eigenen Schwächen und psychischen Untiefen gezeichneten, nervös-paranoiden Verfall des Herrschers nachzeichnete. In Gewalt und Leidenschaft verfilmte Visconti seine Beziehung zu Berger. Burt Lancaster spielte einen älteren Kunstprofessor, der sich zum jugendlichen Berger hingezogen fühlt.
Berger wurde durch seine Rollen zum Weltstar. Er modelte für Modezeitungen und zierte als erster Mann das Cover der Zeitschrift Vogue. Bekannte Fotografen wie Helmut Newton, Mary Ellen Mark und David Bailey veröffentlichten Bilderreihen mit ihm. Andy Warhol fertigte Polaroids von Berger an und reproduzierte sie als Siebdrucke.
Bergers „doppelbödige Erotik spielte schon mit Geschlechterrollen, als man diesen Ausdruck noch gar nicht kannte“, würdigte das Magazin Cicero. Der „extravagante Androgyne des internationalen Jetsets“, habe „stets Champagner trinkend, larmoyant mit seiner Bisexualität kokettiert“.

### 1976–1999: nachlassender Erfolg, weitere Projekte
Der Tod Viscontis 1976 stürzte Berger in eine tiefe persönliche Krise. Viscontis Testament, das Berger angeblich als Erben eingesetzt hatte, war nicht mehr auffindbar. Bergers massive persönliche Schwierigkeiten zeigten sich in einem Suizidversuch am ersten Todestag Viscontis wie auch in seinen anhaltenden Problemen mit Alkohol und anderen Drogen. Mit dem Zurückgehen der Präsenz des europäischen Films angesichts der beginnenden Umstrukturierung des globalen Produktions- und Verleihwesens während der 1980er und 1990er Jahre konnte auch Berger an die großen filmischen Erfolge nicht mehr anknüpfen. Im Zuge der Produktion des Films Der Tollwütige ließ sich Berger an der Seite von Marisa Mell für den italienischen Playboy nackt ablichten. Der Regisseur Quentin Tarantino zeigte in dem Film Jackie Brown Ausschnitte aus dem Film und bedankte sich im Abspann bei Helmut Berger für dessen überzeugenden Auftritt. Der Film führte indes für Helmut Berger nicht zu einem finanziellen Erfolg.
Claude Chabrol besetzte Berger 1980 in der Rolle des Fantomas. In der folgenden Zeit hatte Berger Schwierigkeiten, in größeren Produktionen mitzuwirken. Die italienische Filmindustrie hatte massiv Marktanteile verloren. Der Übergang vom jugendlichen Helden zum reiferen Schauspieler stellte Helmut Berger überdies vor eine Herausforderung, die ab Ende der 1970er Jahre mit Auftritten in kleineren, ambitionierten Produktionen sowie in B-Movies bewältigt wurden. Berger verstand sich in erster Linie als Schauspieler des europäischen Kinos, wirkte aber in den Jahren 1983 und 1984 aus Geldgründen – angeblich kassierte er 40.000 US-Dollar pro Episode – in der Rolle des Geschäftsmannes Peter De Vilbis an der US-Fernsehserie Der Denver-Clan mit.
An alte Erfolge konnte er indes kaum mehr anknüpfen, Ausnahmen bildeten seine Rolle als fanatischer Standartenführer Ritter in dem Kriegsfilm Codename: Emerald (1985), sein Auftreten in dem italienischen Mehrteiler Die Verlobten (1989) sowie seine Rolle als Bankier des Vatikans im letzten Teil von Francis Ford Coppolas Trilogie Der Pate III (1990). 1993 spielte Berger in dem von Kritikern hochgelobten Filmdrama Ludwig 1881 erneut die Rolle des Königs Ludwig II., dieser Film fand allerdings nur ein kleines Publikum.
1992 spielte Berger in dem Video der Sängerin Madonna für den Titel Erotica mit. Für ihr Buchprojekt SEX steuerte Berger Bilder und Texte bei. Madonna bezeichnete Berger als Idol. Mehrfach trat Berger in dieser Zeit in deutschen Fernsehshows wie in der Harald Schmidt Show auf. Das Magazin Vice lobte seine Auftritte bei Schmidt als „ikonisch“. 1999 wirkte Berger im Musikvideo zu Tausend Tränen tief der deutschsprachigen Hamburger Band Blumfeld mit. Er spielte hier den älteren Mann in einer homoerotischen Beziehung.
Von 1998 bis 2002 wohnte Helmut Berger in einer Hausgemeinschaft mit Laura Halding-Hoppenheit. Kennengelernt hatte die deutsch-rumänische Politikerin den Schauspieler bei einer Modeshow von Harald Glööckler im Stuttgarter Neuen Schloss. Halding-Hoppenheit kümmerte sich um Helmut Berger und brachte den suchtkranken Schauspieler mehrfach in die Klinik, von wo er immer wieder ausriss und zurückkehrte. Halding-Hoppenheit fand sich in zunehmendem Konflikt mit Bergers eskalierendem überheblichen Verhalten, sodass sie ihm schließlich in ihrem Stuttgarter Kings Club Lokalverbot erteilte und ihn dazu antrieb, bei seiner Mutter in Salzburg unterzukommen.

### 2000–2008: Rückzug aus der Öffentlichkeit
In den 2000er Jahren wirkte Berger nur selten an Filmproduktionen mit. 2004 zog er, dabei mit viel Aufmerksamkeit von österreichischen Medien bedacht, von Rom nach Salzburg zu seiner Mutter, bestritt jedoch finanzielle Schwierigkeiten und betonte, lediglich auf der Suche nach einer neuen römischen Bleibe zu sein. Seine Mutter, um deren Pflege er sich kümmerte, starb Ende 2009. In der Late Night Show Willkommen Österreich erklärte Helmut Berger 2011, dass er mit dem Kapitel Rom abgeschlossen habe.

### 2009–2019: Späte Karriere
Im Jahr 2009 spielte er die Hauptrolle in Peter Kerns Drama Blutsfreundschaft. Der Film lief im Februar 2010 auf der Berlinale und kam im Herbst 2010 in die deutschen Kinos. Darin spielt Berger einen homosexuellen Wäschereibesitzer, der eine Beziehung mit einem jugendlichen Neonazi beginnt.
Nachdem Berger im Oktober 2012 mit einem Auftritt in der Talkshow Markus Lanz erneut in den Fokus der Aufmerksamkeit geraten war, war er ab dem 11. Januar 2013 in der siebten Staffel der Fernsehsendung Ich bin ein Star – Holt mich hier raus! als Bewohner des Dschungelcamps zu sehen. Das Nachrichtenmagazin Der Spiegel urteilte im Vorfeld der Sendung, dass von dem Mann, der einst „mehr Sex ausstrahlte als Robert Pattinson und Leonardo DiCaprio zusammen“, wenig geblieben sei. Der Sender RTL wurde dafür kritisiert, Berger in einem schlechten Gesundheitszustand im Fernsehen zu präsentieren, um gute Quoten zu erzielen. Die Zurschaustellung eines „offensichtlich kranken Mannes“ sei ein Grenzfall. Nach Ausstrahlung der ersten Folge revidierte der Spiegel seine Meinung und begrüßte die Verpflichtung Bergers. Dieser sei „selbst im Liegen […] interessanter als die herumhüpfenden Hampelmänner“. Aufgrund Bergers Anwesenheit „würde es sich lohnen, diese Sendung weiter anzusehen“.
Berger verließ das Dschungelcamp am 12. Januar, dem dritten Tag seines Aufenthaltes, wegen gesundheitlicher Probleme. In den Medien wurde kritisiert, dass Berger sich nur kurze Zeit im Camp aufgehalten habe. Der Tagesspiegel schrieb, dass der Auftritt des „interessantesten, tiefgründigsten, geheimnisvollsten Kandidaten der RTL-Show … kein Triumph, sondern eine Tragödie war.“ Im Nachhinein äußerte sich Berger positiv über die Erfahrung und gab bekannt, mit RTL über eine erneute Teilnahme an der nächsten Staffel zu verhandeln, und auch die englische Ausgabe des Dschungelcamps sei an einer Verpflichtung von ihm interessiert.
2012 erschien im Schwarzkopf & Schwarzkopf Verlag ein großformatiger Bildband zu Bergers Leben, der in der Presse positiv aufgenommen wurde.
Anfang 2013 wirkte Berger in dem Musikvideo der Sängerin Nena zu dem Song Besser gehts nicht aus dem Album Du bist gut mit. Im Juni desselben Jahres wurde in Bergers Salzburger Wohnung eingebrochen. Originale von Roy Lichtenstein und Andy Warhol, Erinnerungsstücke, wertvoller Schmuck und seine Filmrollen- und Plakatsammlung wurden gestohlen. Berger zufolge betrug der Schaden rund eine Million Euro.
Mit einer Nebenrolle an der Seite des Geigers David Garrett in dem Film Der Teufelsgeiger kehrte Berger 2013 zum Kino zurück. Im folgenden Jahr präsentierte er bei den Internationalen Filmfestspielen von Cannes die Filmbiografie Saint Laurent, in der er unter der Regie von Bertrand Bonello als alternder Yves Saint Laurent zu sehen ist.
Im September 2015 feierte der abendfüllende Dokumentarfilm Helmut Berger, Actor des österreichischen Filmemachers Andreas Horvath Premiere beim Filmfestival Venedig. Die Aufführungen des Films, in dem Berger in einer Szene vor laufender Kamera onaniert, hatten für Berger sowohl die Trennung von Florian Wess zur Folge als auch eine durch seine Gattin Francesca Guidato eingebrachte Anzeige wegen Bigamie. Berger verklagte später seinerseits Horvath wegen Rufschädigung, scheiterte allerdings im August 2020 mit der Klage vor Gericht. Auf dem im Herbst 2017 erschienenen Album Barbara des französischen Pianisten Alexandre Tharaud spricht Berger das Chanson Göttingen.
Im Februar 2018 gab Berger an der Volksbühne Berlin mit 73 Jahren sein Bühnendebüt. In Albert Serras Stück Liberté spielte er an der Seite von Ingrid Caven einen dahinsiechenden Baron der Barockzeit. Es war sein letzter großer Auftritt. Berger verkörperte die Figur auch in der gleichnamigen Verfilmung von 2019.
Anlässlich seines 75. Geburtstages wurde im Mai 2019 eine von Alexander Hanel angefertigte Büste beim Eingang zum Bad Ischler Lehartheater enthüllt. Ebenfalls 2019 erschien der Dokumentarfilm Helmut Berger, meine Mutter und ich der Filmemacherin Valesca Peters. Er zeigt den Schauspieler in freundschaftlichen Kontakten jenseits der Filmwelt. Die Mitwirkung Bergers an Liberté (Volksbühne Berlin) wurde in diesem Kreis initiiert und organisatorisch begleitet.
Im November 2019 gab Berger bekannt, nach mehreren Lungenentzündungen in der vorangegangenen Zeit seine Schauspielkarriere zu beenden. Er wolle wie sein Vorbild Marlene Dietrich seinen Lebensabend außerhalb der Öffentlichkeit verbringen.
Helmut Berger starb im Mai 2023 kurz vor seinem 79. Geburtstag in Salzburg.  Sein Ehrengrab befindet sich auf dem Friedhof Bad Ischl.

## Persönlichkeit
In den Medien als Exzentriker und Enfant terrible betitelt, war Helmut Berger neben seinem filmischen Schaffen auch wegen seines ausschweifenden Lebens und seiner offen bekannten Bisexualität bekannt und ein immer wieder gern gesehener Gast in Talksendungen. Unter anderem erzählte er von seiner Beziehung mit der Schauspielerin Marisa Berenson, die ihn angeblich heiraten wollte, sowie von erotischen Abenteuern mit Rudolf Nurejew, Britt Ekland, Ursula Andress, Nathalie Delon, Florinda Bolkan, Elizabeth Taylor, Marisa Mell, Anita Pallenberg, Marilù Tolo, Tab Hunter, Jerry Hall, Bianca und Mick Jagger und weiteren Rockstars aus den 1970er und 1980er Jahren. In seiner 1998 erschienenen Autobiographie Ich bezeichnete er sich als Viscontis Witwe. Sein Leben wie seine Autobiografie teilt er in die Phasen vor, mit und nach Visconti ein.
Die Vogue bezeichnete ihn als „schönsten Mann der Welt“. Berger sei kein Beau, kein Schönling gewesen, sondern „ein Mann von atemberaubender Schönheit“. Seine hohen Wangenknochen hätten ihm etwas Aristokratisches gegeben. Berger galt als Mann des Jetsets und führte ein extravagantes Leben. Die Medien berichteten über seine ausschweifenden Exzesse mit Alkohol und anderen Drogen und seine zahlreichen Affären.
1994 heiratete er die Schauspielerin Francesca Guidato, von der er sich drei Jahre später wieder trennte. Laut Bergers Agent Helmut Werner waren Guidato und Berger zum Zeitpunkt des Todes von Berger nicht verheiratet. Laut einer Meldung vom Oktober 2024 sollen Helmut Berger und Francesca Guidato vom 19. November 1994 bis zum 20. Dezember 2002 verheiratet gewesen sein.
Nena, die Berger 2013 für ein Musikvideo verpflichtete, beschrieb ihn in einem Interview als einen Mann, der „sagt, was er denkt, und lebt, was er fühlt. Er ist ein Freigeist, der sich nicht verbiegen lässt.“ Er sei einer der letzten echten Rockstars.
Im Juli 2015 inszenierte Berger medienwirksam eine rechtlich nicht bindende Hochzeit mit dem 36 Jahre jüngeren Designer Florian Wess, der sich bereits zwei Monate später, im September 2015, von Berger wieder trennte, nachdem dieser in einem Dokumentarfilm sexuelle Handlungen an sich selbst vorgenommen hatte.

## Auszeichnungen und Nominierungen
- 1969: 3. Platz als Bester Nebendarsteller des New York Film Critics Circle Award, Die Verdammten
- 1970: Golden-Globe-Nominierung als Bester männlicher Nachwuchsschauspieler, Die Verdammten
- 1973: David di Donatello, Ludwig II.
- 1973: Deutscher Filmpreis, Nominierung für die Beste männliche Hauptrolle, Ludwig II.
- 2007: Spezial-Teddy der Internationalen Filmfestspiele Berlin
- 2011: Kristián des 18. Prague International Film Festival Febiofest für das Lebenswerk[56]
- 2016: International Cinephile Society Awards, Nominierung als Bester Nebendarsteller, Saint Laurent
- 2019: Kulturehrenzeichen der Stadt Bad Ischl
- 2019: Ehrenpreis des Filmfestivals Kitzbühel[57]

## Zitate über Berger
„Ich finde ihn herrlich. Der Mann sagt, was er denkt.“

„Außer Helmut Berger gibt es heutzutage keine interessanten Frauen mehr.“

„Ich denke, dass das Androgyne, sei es bei David Bowie oder Helmut Berger, mich mehr in meinem Schaffen beeinflusst hat als alles andere.“

„Er gehört zu denen, die niemanden gleichgültig lassen.“

## Trivia
Die österreichische Band The Helmut Bergers benannte sich nach ihm. Berger trat zuweilen auf den Konzerten der Gruppe als Stargast auf.
Helmut Berger wurde wegen seines österreichischen Akzentes in vielen Filmen von Jürgen Clausen synchronisiert, so beispielsweise in Das Bildnis des Dorian Gray und Ludwig II.

## Filmografie
- 1967: Hexen von heute (Le streghe)
- 1968: I giovani tigri – Regie: Antonio Leonviola
- 1968: Sai cosa faceva Stalin alle donne? – Regie: Maurizio Liverani
- 1969: Die Verdammten (La caduta degli dei)
- 1970: Das Bildnis des Dorian Gray (Il dio chiamato Dorian)
- 1970: Der Garten der Finzi Contini (Il giardino dei Finzi-Contini)
- 1971: Der letzte Tanz des blonden Teufels (Un beau monstre)
- 1971: Das Messer (Una farfalla con le ali insanguinate)
- 1972: La colonna infame – Regie: Nelo Risi
- 1973: Die Gefräßigen (Les voraces)
- 1973: Ludwig II. (Ludwig)
- 1973: Die Rivalin (Ash Wednesday)
- 1973: Reigen
- 1974: Gewalt und Leidenschaft (Gruppo di famiglia in un interno)
- 1974: Mörder-Roulette (El clan de los inmorales)
- 1975: Die romantische Engländerin (The Romantic Englishwoman)
- 1976: Salon Kitty
- 1976: Unternehmen Entebbe (Victory at Entebbe)
- 1977: Der Tollwütige (La belva col mitra)
- 1978: Das fünfte Gebot – Regie: Duccio Tessari
- 1978: Die große Offensive (Il grande attacco)
- 1979: Rosen von Danzig (Le rose di Danzica) (erst Kinofilm, dann als TV-Miniserie)
- 1979: Simon Templar – Ein Gentleman mit Heiligenschein (Return of the Saint), 1 Folge
- 1980: Höllentrip ins Jenseits (Eroina) – Regie: Massimo Pirri
- 1980: Fantomas (TV-Miniserie)
- 1980: Meine Frau ist eine Hexe (Mia moglie è una strega)
- 1982: Deadly Game – Regie: Károly Makk
- 1982: Victoria! La gran aventura de un poble – Regie: Antoni Ribas
- 1983: Insel der Wollust (Femmes) – Regie: Tana Kaleya
- 1983: Victoria! 2: El frenesì del 17 – Regie: Antoni Ribas
- 1983: Veliki Transport – Regie: Veljko Bulajić
- 1983–1984: Der Denver-Clan (TV-Serie, 11 Folgen)
- 1984: Victoria! 3: La razon y el arrebato – Regie: Antoni Ribas
- 1985: Codename: Emerald (Code Name: Emerald)
- 1987: Skipper (Fernsehfilm) – Regie: Giancarlo Malenotti
- 1988: Faceless (Les prédateurs de la nuit)
- 1989: Act of Revenge (La puritana) – Regie: Ninì Grassia
- 1989: Die Verlobten (I promessi sposi) (TV-Miniserie)
- 1990: Der Pate III (The Godfather Part III)
- 1992: Adelaide – Regie: Lucio Gaudino
- 1993: Van Loc: un grand flic de Marseille – Regie: Claude Barrois
- 1993: Boomtown – Regie: Christoph Schrewe
- 1993: Ludwig 1881
- 1995: Die Affäre Dreyfus (L’affaire Dreyfuss) – Regie: Yves Boisset
- 1996: Teo – Regie: Cinzia Th. Torrini
- 1996: L’ombra del faraone – Regie: S. Ben Barka
- 1996: Last Cut – Regie: Marcello Avallone
- 1997: Die 120 Tage von Bottrop – Regie: Christoph Schlingensief
- 1999: Unter den Palmen
- 2004: Honey Baby
- 2005: Damals warst du still (Fernsehfilm) – Regie: Rainer Matsutani
- 2008: Iron Cross – Regie: Joshua Newton
- 2009: Zapping-Alien@Mozart-Balls – Regie: Vitus Zeplichal
- 2009: Blutsfreundschaft
- 2011: Mörderschwestern – Regie: Peter Kern
- 2013: Der Teufelsgeiger (Paganini: The Devil's Violinist)
- 2014: Saint Laurent
- 2015: Arts! (Kurzfilm) – Regie: Alexander Tuschinski
- 2016: Timeless – Regie: Alexander Tuschinski
- 2019: Liberté
- 2019: Portae Infernales – Regie: Markus Wimberger

### Auftritte
- 2013: Ich bin ein Star – Holt mich hier raus! – Staffel 7
- 2015: Helmut Berger, Actor (Dokumentarfilm) – Regie: Andreas Horvath
- 2019: Helmut Berger, meine Mutter und ich (Dokumentarfilm)

## Auftritte in Musikvideos
- Madonna – Erotica (1992)
- Blumfeld – Tausend Tränen tief (1999)
- Nena – Besser geht’s nicht (2013)